# Jozef Turanec
Jozef Turanec (n. 7 martie 1892, Szucsány, Imperiul Austro-Ungar - azi Sučany, Slovacia - d. 9 martie 1957, Leopoldov) a fost un militar al Armatei Cehoslovace (1918-1939), apoi general al armatei slovace, în timpul celui de-al Doilea Război Mondial. A făcut parte din Brigada (Divizia) de Intervenție Rapidă a armatei Republicii Slovace în perioada 1939-1945.

## Biografia
A fost fiul lui Juraj Turanec, lucrător la căile ferate în Vrútky, și al soției acestuia, Helena, născută Seemannová, mamă a 5 copii.
După școala generală a urmat liceul (1903-12) la Ružomberok și, după absolvire, a lucrat o vreme la Căile Ferate, împreună cu tatăl său, la atelierele centrale ale căii ferate Košice, în Vrútky.
În 1913 s-a înrolat ca voluntar în armată, la Regimentul 71 din Trenčín. Apoi, a urmat școala de ofițeri de rezervă la Bratislava și Esztergom.
Când a izbucnit Primul Război Mondial, a fost trimis pe frontul de Răsărit, iar din august 1916 a participat la luptele de pe frontul din Italia. A fost rănit de mai multe ori și a primit 7 decorații. La terminarea războiului i s-a dat o scrisoare de recomandare pentru a fi menținut în cadrul armatei. A fost trecut în rezervă pentru scurt timp, iar în martie 1919 a fost reîncadrat în armată, ca locotenent în rezervă. Din mai până în septembrie 1919 a participat în luptele împotriva Republicii Sovietice Ungaria. În cusul acestui conflict a câștigat experiență, astfel că în noiembrie 1921 a fost primit în rândul cadrelor militare active, cu gradul de căpitan. După ce a trecut prin câteva funcții mai puțin importante, a fost numit instructor la Academia Militară. Faptul că era cunoscător al mai multor limbi străine, i-a permis să fie numit din 1928 în Serviciul de Informații a Regimentului 31 din Petržalka, din Divizia Zece de Infanterie din Banská Bystrica.
În anii 1929-1930 a absolvit mai multe cursuri de specialitate la Școala de Aplicații pentru ofițeri. În această perioadă, și-a continuat studiile la Universitatea Comenius din Bratislava, la Facultatea de Drept, timp de 8 semestre. A mai urmat o specializare la Școala de Artilerie din Olomouc, pentru ca în anii 1930-38 să lucreze la Regimentele 9 și 110 Artilerie din Žilina.
La momentul dezmembrării Cehoslovaciei, a făcut parte din Comisia de Delimitare, pentru transferul teritoriilor din sudul Ungariei. În 1938, a fost numit ofițer de legătură la Garda Hlinka. Pentru că nou-formata Prima Republică Slovacă (care a existat în perioada 1939 - 1945) ducea lipsă de cadre militare specializate, maiorul Turanec a fost numit ofițer în Marele Stat Major.
Din 1939 a devenit ofițer de comandă al uneia din armatele Primei Republici Slovace. La început a comandat diviziile din Ružomberok, Bratislava și Trenčín. Apoi a fost promovat consilier militar pentru educația militară în Marele Comandament de Război.
Avansat colonel de artilerie, Jozef Turanec a fost numit la comanda Diviziei 1, cu comandamentul la Trenčín, care acoperea partea de vest a Slovaciei și mai mult de jumătate din Slovacia Centrală.
În 1939 a fost decorat cu Crucea de Fier clasa I și clasa II.
Între 1 august și 27 noiembrie 1941 a fost la comanda diviziei motorizate care a luptat în Uniunea Sovietică. Ca urmare a realizărilor sale pe front și bravurii sale în război a fost avansat la gradul de general maior. 
În data de 7 august 1942, generalul maior Jozef Turanec, comandant al Divizei Rapide din Grupul de Armate A, a fost decorat cu "Crucea de Cavaler a Crucii de Fier" (Ritterkreuz) germană.
Au urmat apoi înaintări în grad: general de brigadă, general de divizie, general de corp de armată și, în final, general de armată.
La 27 aprilie 1942, la comanda Diviziei I (mobilă) de infanterie a fost numit Jozef Turanec. Sub conducerea sa, divizia a forțat râul Kuban și a înaintat până în regiunea Taupze, iar la 23 septembrie 1942 a fost transferat din cadrul Diviziei a II-a (securitate) la Divizia I-a, la un regiment de artilerie.
Fiind un mare sprijinitor al lui Josef Tiso, la 1 ianuarie 1944, cu o zi înainte de începerea insurecției naționale antinaziste slovace, acesta l-a numit pe Jozef Turanec comandant al armatei de uscat slovace și comandant al forțelor destinate suprimării rebeliunii.
În data de 10 august 1944, în regiunea munților Tatra Mică a fost organizată o operațiune împotriva partizanilor, sub comanda generalului Jozef Turanec. Operația a eșuat, deoarece partizanii au fost avertizați din vreme să se retragă din zonă.
În data de 29 august 1944, în timp ce se deplasa de la Trenčianske Biskupíce spre baza aeriană Tri Duby, Jozef Turanec a fost arestat și predat partizanilor de către soldații conduși de locotenentul Śtefan Hríb, la ordinul locotenent-colonelului Ján Golian.
Partizanii l-au predat, împreună cu Ferdinand Čatloš, forțelor sovietice, care l-au dus în URSS, unde a stat închis trei ani. A fost eliberat din captivitate în februarie 1947 și, s-a întors în Cehoslovacia, reunificată între timp, pentru a depune mărturie în procesul intentat lui Tiso. La puțin timp după aceasta, a fost judecat și el de Curtea Națională din Bratislava pentru acțiunile sale din cursul rebeliunii din 1944-1945, iar pe 10 decembrie 1947 a fost condamnat la moarte prin împușcare. Ulterior, sentința a fost comutată în 30 de ani de închisoare.
Aflat în închisoarea Leopoldov, Jozef Turanec a decedat la data de 9 martie 1957.